# 1944 a sportban
1944 főbb sporteseményei a következők voltak:
- A Nagyváradi AC nyeri az NB1-et. Ez a klub első bajnoki címe.

## Születések
- ? – George Borba, izraeli válogatott labdarúgó
- ? – Darby McCarthy, ausztrál zsoké († 2020)
- január 1. – Şükrü Birand, török válogatott labdarúgó, hátvéd († 2019)
- január 4. – Alan Sutherland, új-zélandi válogatott rögbijátékos († 2020)
- január 6. – Pak Riszop, észak-koreai válogatott labdarúgó
- január 11. – Jim McAndrew, World Series bajnok amerikai baseballjátékos
- január 13. – Graham Webb, világbajnok angol kerékpárversenyző († 2017)
- január 24. – Randy Staten, amerikai amerikaifutball-játékos és politikus († 2020)
- január 29. – Sztojan Jordanov, bolgár válogatott labdarúgó
- január 31.
  - Baranyi Szabolcs, Európa-bajnok teniszező, edző († 2016)
  - Spartaco Landini, olasz válogatott labdarúgó, hátvéd, edző († 2017)
- február 2. – Oscar Malbernat, argentin válogatott labdarúgó († 2019)
- február 4.
  - Gennagyij Jegorovics Jevrjuzsihin, olimpiai bronzérmes szovjet válogatott orosz labdarúgó († 1998)
  - Eduardo Roberto Stinghen, világbajnok brazil válogatott labdarúgókapus
- február 7. – Mario Tullio Montano, olimpiai bajnok olasz kardvívó († 2017)
- február 8. – Vencel Sándor, csehszlovák válogatott magyar labdarúgó
- február 13. – Hein-Direck Neu, német atléta, diszkoszvető olimpikon († 2017)
- február 18.
  - Volodimir Makszimovics Levcsenko, szovjet-ukrán labdarúgó († 2006)
  - Georgij Vlagyimirovics Szicsinava, szovjet válogatott grúz labdarúgó
- február 20. – Willem van Hanegem, világbajnoki ezüstérmes, Európa-bajnoki bronzérmes holland válogatott labdarúgó, edző
- február 21. – Szatmári Lajos, román válogatott labdarúgó, hátvéd, edző
- március 13. – José Maria Fidélis dos Santos, brazil válogatott labdarúgó († 2012)
- március 14. – Jörg Ohm, keletnémet lábdarúgó († 2020)
- március 16.
  - Géczi István, olimpiai ezüstérmes magyar labdarúgó, kapus, edző. Egyetemi docens, országgyűlési képviselő († 2018)
  - Kaló Sándor, magyar válogatott kézilabdázó, edző, olimpikon († 2020)
- március 20. – Vlagyimir Petrovics Voronkov, olimpiai aranyérmes szovjet–orosz sífutó († 2018)
- március 21. – Dzsafar Kasani, iráni válogatott labdarúgó, hátvéd († 2019)
- április 5. – Marosi István, olimpikon, magyar válogatott kézilabdázó († 2018)
- április 10. – Peter Wenger, svájci válogatott labdarúgó, csatár († 2016)
- április 11. – Joe Beauchamp, amerikai amerikaifutball-játékos († 2020)
- május 4. – Gilles Berolatti, olimpiai bajnok francia tőrvívó
- május 5. – Bo Larsson, svéd válogatott labdarúgó
- május 11. – Vajda Gábor, kárpátaljai magyar labdarúgó
- május 12. – Babos Ágnes, világbajnok magyar válogatott kézilabdázó († 2020)
- május 20. – Hammang Ferenc, olimpiai bronzérmes, világbajnok kardvívó
- május 23. – John Newcombe, Australian Open-, wimbledoni- és US Open-bajnok ausztrál teniszező, International Tennis Hall of Fame-tag
- május 27. – Pleun Strik, világbajnoki ezüstérmes holland válogatott labdarúgó († 2022)
- június 5. – Jim Brogan, skót válogatott labdarúgó († 2018)
- június 6. – Bud Harrelson, World Series bajnok amerikai baseballjátékos
- június 28. – Georgi Hrisztakiev, olimpiai ezüstérmes bolgár labdarúgó, hátvéd († 2016)
- június 30. – Ron Swoboda, World Series bajnok amerikai baseballjátékos
- július 3. – Jurij Vasziljevics Isztomin, szovjet válogatott ukrán labdarúgó († 1999)
- július 4. – Sam Davis, Super Bowl-győztes amerikai amerikaifutball-játékos († 2019)
- július 14.
  - Georgi Popov, bolgár válogatott labdarúgó
  - Juan Carlos Touriño, spanyol válogatott argentin labdarúgó, hátvéd, edző († 2017)
- július 16.
  - Albert Bennett, angol labdarúgó († 2016)
  - Anatolij Alekszejevics Kotyesev, szovjet színekben világbajnok, olimpiai ezüstérmes orosz tőrvívó
- július 17. – Carlos Alberto Torres, brazil világbajnok labdarúgó
- július 25. – Didier Couécou, francia válogatott labdarúgó
- július 31. – Roberto Miranda, világbajnok brazil válogatott labdarúgó
- augusztus 1. – Bajkó Károly, magyar birkózó († 1997)
- augusztus 2. – Gheorghe Gornea, román válogatott labdarúgókapus († 2005)
- augusztus 8. – Heinz Libuda, német labdarúgó, középpályás († 2017)
- augusztus 19.
  - Hugo Gatti, argentin válogatott labdarúgókapus
  - Knézy Jenő, sportriporter († 2003)
  - Peter Noble, angol labdarúgó, csatár († 2017)
  - Mordekáj Spiegler, izraeli válogatott labdarúgó, edző
- augusztus 23. – Augustin Deleanu, román válogatott labdarúgó († 2014)
- augusztus 24. – Rocky Johnson, kanadai profi pankrátor, WWE Hall of Fame-tag († 2020)
- augusztus 30. – Tug McGraw, World Series bajnok amerikai baseballjátékos († 2004)
- szeptember 1. – Konno Akicugu, olimpiai ezüstérmes japán síugró († 2019)
- szeptember 2. – Johny Thio, Európa-bajnoki bronzérmes belga labdarúgó, csatár, középpályás († 2008)
- szeptember 11. – Everaldo, világbajnok brazil válogatott labdarúgó († 1974)
- szeptember 16. – Václav Migas, csehszlovák válogatott cseh labdarúgó († 2000)
- szeptember 18. – Jichák Visszoker, izraeli válogatott labdarúgókapus
- szeptember 20. – Paul Madeley, angol válogatott labdarúgó, hátvéd, középpályás († 2018)
- szeptember 21. – Szatmári Lajos, román válogatott labdarúgó, hátvéd, edző
- szeptember 25. – Alekszandr Ivanovics Lenyov, szovjet válogatott orosz labdarúgó
- szeptember 30. – Jimmy Johnstone, skót válogatott labdarúgó († 2006)
- október 10. – Petar Zsekov, olimpiai ezüstérmes bolgár válogatott labdarúgó
- október 13. – František Brůna, olimpiai ezüstérmes, világbajnok csehszlovák válogatott cseh kézilabdázó († 2017)
- október 16. – Szergo Kutivadze, szovjet válogatott grúz labdarúgó, középpályás, edző († 2017)
- október 21. – Tommy Wright, Európa-bajnoki bronzérmes angol válogatott labdarúgó
- október 23. – Vajda Géza, világbajnoki bronzérmes magyar tájfutó, építészmérnök
- október 29. – Héctor Santos, uruguayi válogatott labdarúgó
- november 1. – Danny Talbott, amerikai amerikaifutball-játékos († 2020)
- november 8. – Ed Kranepool, World Series bajnok amerikai baseblljátékos
- november 16. – Radu Nunweiller, román válogatott labdarúgó, edző
- november 17.
  - Jiřina Čermáková, olimpiai ezüstérmes csehszlovák válogatott cseh gyeplabdázó († 2019)
  - Monspart Sarolta, világbajnok magyar tájfutó
  - Tom Seaver, World Series bajnok amerikai baseballjátékos, National Baseball Hall of Fame and Museum tag
- november 29. – Peter Ramseier, válogatott svájci labdarúgó, hátvéd († 2018)
- december 17. – Bene Ferenc, olimpiai bajnok labdarúgó († 2006)
- december 25. – Jairzinho, világbajnok brazil válogatott labdarúgó-középpályás

## Halálozások
| Halálozás      | Név                     | Nemzetiség, sportág, eredmények                                                                        | Születés |
| -------------- | ----------------------- | --- | -------- |
| ?              | Anton Gustafsson        | olimpiai bronzérmes svéd kötélhúzó                                                                     | 1877     |
| január 3.      | John Muldoon            | olimpiai bajnok amerikai rögbijátékos                                                                  | 1896     |
| január 13.     | Kid Elberfeld           | amerikai baseballjátékos                                                                               | 1875     |
| január 21.     | Alfred Schmalzer        | olimpiai ezüstérmes osztrák kézilabdázó                                                                | 1912     |
| február 3.     | Siegfried Purner        | olimpiai ezüstérmes osztrák kézilabdázó                                                                | 1915     |
| február 21.    | Szisz Ferenc            | magyar autóversenyző                                                                                   | 1873     |
| február 21.    | Emil Juracka            | olimpiai ezüstérmes osztrák kézilabdázó                                                                | 1912     |
| március 22.    | Claude Hendrix          | amerikai baseballjátékos                                                                               | 1889     |
| április 25.    | Tony Mullane            | amerikai baseballjátékos                                                                               | 1859     |
| április 26.    | Violette Morris         | francia atléta, autóversenyző, birkózó, labdarúgó, ökölvívó, súlyemelő                                 | 1893     |
| június 6.      | Bádonyi Gyula           | magyar válogatott labdarúgó                                                                            | 1882     |
| június 7.      | Bill Endicott           | amerikai autóversenyző                                                                                 | 1876     |
| június 27.     | Arthur Brown            | angol válogatott labdarúgó                                                                             | 1885     |
| június 27.     | Vera Menchik            | / orosz-cseh-angol sakkozó, az első női sakkvilágbajnok, World Chess Hall of Fame-tag                  | 1906     |
| június 28.     | Hermann Hansen          | olimpiai és világbajnok német kézilabdázó                                                              | 1912     |
| július 1.      | Franz Berghammer        | olimpiai ezüstérmes osztrák kézilabdázó                                                                | 1913     |
| július 19.     | Siegfried Powolny       | olimpiai ezüstérmes osztrák kézilabdázó                                                                | 1915     |
| július 29.     | Ralph Hay               | amerikai amerikaifutball csapat tulajdonos, a National Football League (NFL) egyik alapítója           | 1891     |
| augusztus 4.   | Georges Dillon-Cavanagh | olimpiai bajnok francia vívó, nemes                                                                    | 1873     |
| augusztus 17.  | Paul Wormser            | olimpiai bronzérmes francia párbajtőrvívó                                                              | 1905     |
| augusztus 20.  | Johan Stumpf            | olimpiai bajnok norvég tornász                                                                         | 1880     |
| szeptember 5.  | Nicolaas Moerloos       | olimpiai ezüstérmes belga tornász, súlyemelő                                                           | 1900     |
| szeptember 9.  | Radi Maznikov           | bolgár válogatott labdarúgó, kapus                                                                     | 1912     |
| szeptember 11. | Linn Farrish            | olimpiai bajnok amerikai rögbijátékos                                                                  | 1901     |
| október 7.     | Torleif Torkildsen      | olimpiai bronzérmes norvég tornász                                                                     | 1892     |
| október 8.     | Gerde Oszkár            | olimpiai bajnok magyar kardvívó                                                                        | 1883     |
| október 14.    | Topsy Hartsel           | World Series bajnok amerikai baseballjátékos                                                           | 1874     |
| október 22.    | Jim Brown               | amerikai baseballjátékos                                                                               | 1897     |
| november ?     | Faragó Klára            | magyar női sakkozó, jogász, az első magyar női világbajnokjelölt                                       | 1905     |
| november 4.    | Kabos Endre             | olimpiai és világbajnok bajnok magyar vívó                                                             | 1906     |
| november 8.    | André Abegglen          | svájci válogatott labdarúgó, csatár                                                                    | 1909     |
| november 9.    | Frederick Holmes        | olimpiai bajnok brit kötélhúzó                                                                         | 1886     |
| november 25.   | Georg Dascher           | olimpiai bajnok német kézilabdázó                                                                      | 1911     |
| december 1.    | Xavier De Beukelaer     | világbajnok belga tőr- és párbajtőrvívó                                                                | 1902     |
| december 4.    | Roger Bresnahan         | World Series bajnok amerikai baseballjátékos, menedzser, National Baseball Hall of Fame and Museum tag | 1879     |
| december 29.   | Steiner Endre           | sakkolimpiai bajnok magyar sakkmester                                                                  | 1901     |